# Cathédrale Saint-Colman de Cloyne
Pour les articles homonymes, voir Cathédrale Saint-Colman.
La cathédrale Saint-Colman de Cloyne est une cathédrale anglicane irlandaise.

## Description
Elle est située à proximité d’une tour ronde.
Elle est la cathédrale historique du diocèse de Cloyne, fondé en 887. À la Réforme, l’église devient protestante les catholiques déplacent le siège du diocèse à la cathédrale de Cobh. Le diocèse anglican est fusionné en 1835 avec celui de Ross et Cork, formant le diocèse de Cork, Cloyne et Ross, l’évêque siégeant principalement dans la cathédrale Saint-Finbarr de Cork.
L’église date de 1250, et a été construite à l’emplacement de plus anciens édifices.

## Quelques images

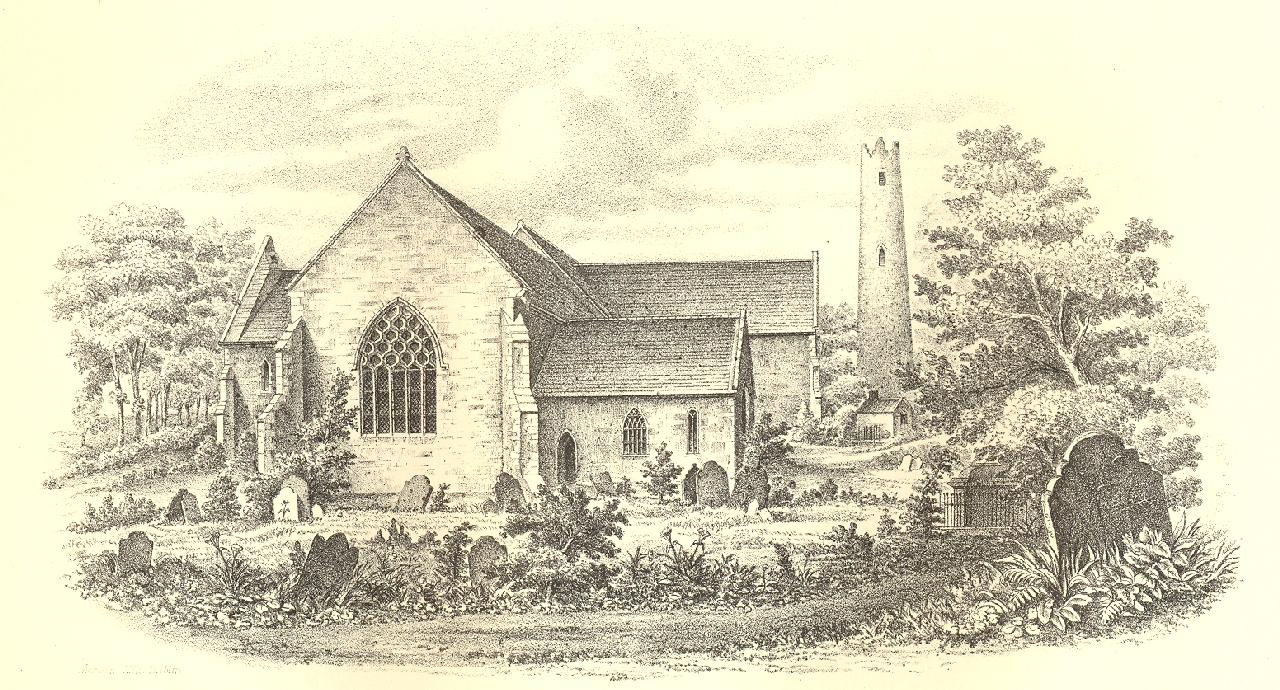
Cathédrale vers 1873
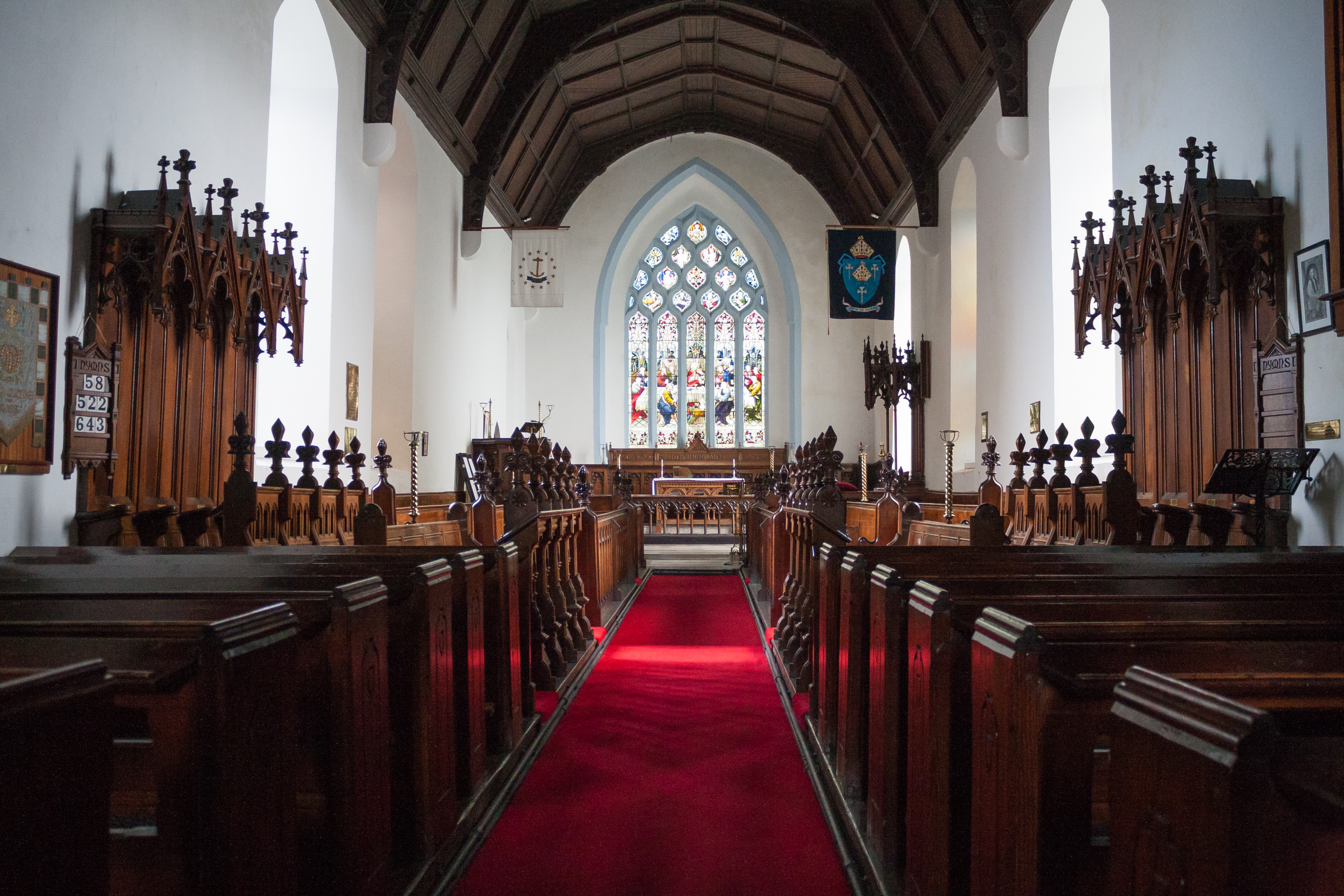
L'intérieur
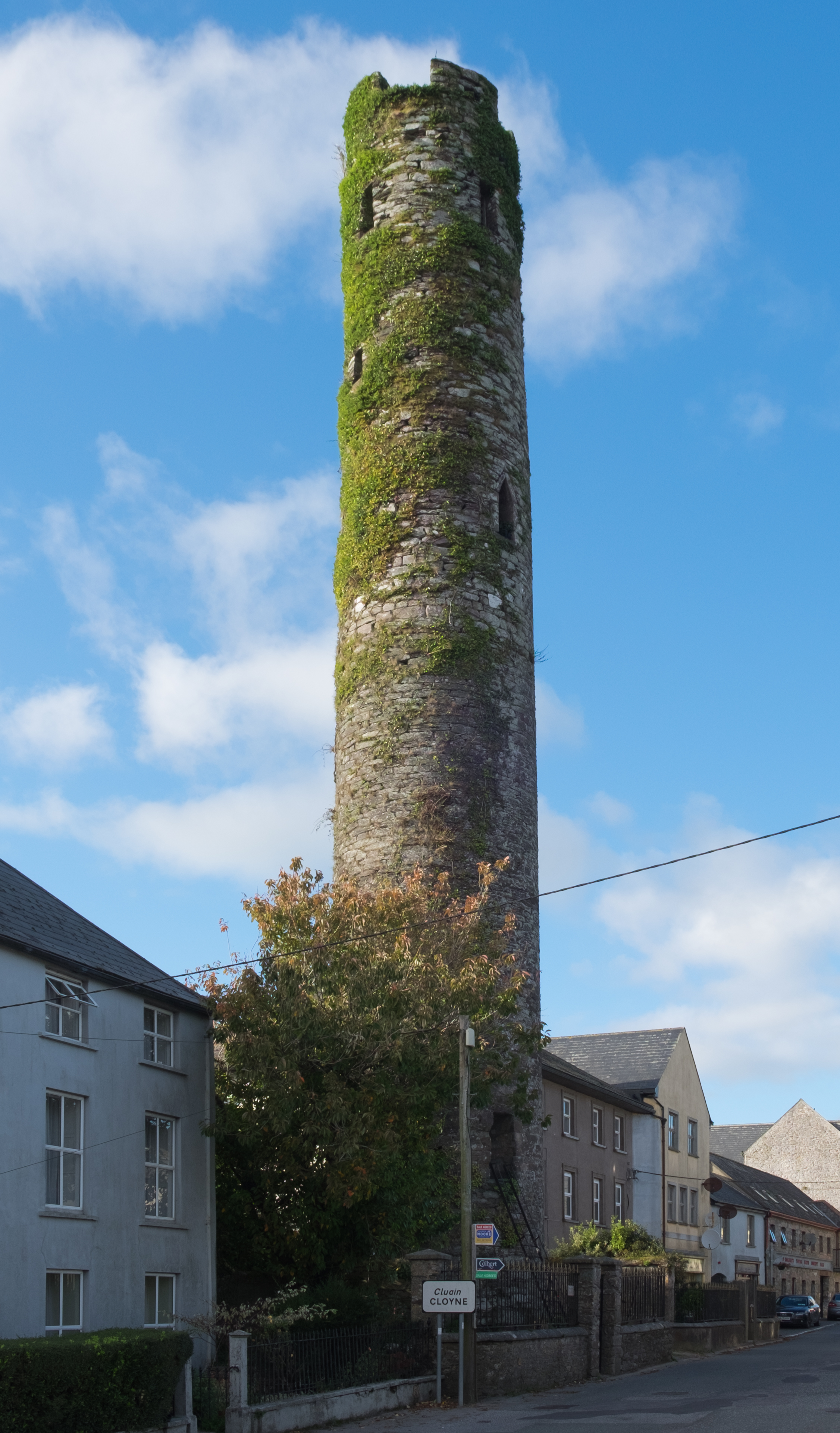
La tour ronde de Cloyne

## Référence
1. ↑  "The Book of Cloyne" by Rev JKS Ridley Barker

## Sources
- (en) Cet article est partiellement ou en totalité issu de l’article de Wikipédia en anglais intitulé « Cloyne Cathedral » (voir la liste des auteurs).
- Site officiel de la paroisse